# Towles-Gletscher
Der Towles-Gletscher ist ein Gletscher im ostantarktischen Viktorialand. In den Admiralitätsbergen fließt er von den Westhängen des Mount Humphrey Lloyd  zum Tucker-Gletscher, in den er nordwestlich des Trigon Bluff einmündet.
Der United States Geological Survey kartierte ihn anhand eigener Vermessungen und Luftaufnahmen der United States Navy aus den Jahren von 1960 bis 1962. Das Advisory Committee on Antarctic Names benannte ihn 1964 nach Leutnant William Julian Towles (* 1932), Arzt auf der Hallett-Station im Jahr 1960.